# Чумаші (Росія)
Чумаші́ (рос. Чумаши, чув. Чумаш) — присілок у складі Красноармійського району Чувашії, Росія. Входить до складу Яншихово-Челлинського сільського поселення.
Населення — 24 особи (2010; 41 у 2002).
Національний склад:
- чуваші — 100 %